# Флора Мольнар
Флора Мольнар (угор. Flóra Molnár, 2 березня 1998) — угорська плавчиня.
Учасниця Олімпійських Ігор 2016 року.